# Зінатовка
Зіна́товка (рос. Зинатовка, башк. Зиннәт) — присілок у складі Караідельського району Башкортостану, Росія. Входить до складу Караідельської сільської ради.
Населення — 2 особи (2010; 3 у 2002).
Національний склад:
- башкири — 100 %